# Кошмар матери
«Кошмар матери» (англ. A Mother's Nightmare) — канадский телевизионный триллер 2012 года с Джессикой Лаундс, Грантом Гастином и Аннабет Гиш в главных ролях. Премьера фильма состоялась 29 сентября 2012 года на канале Lifetime.

## Сюжет
Обворожительная Ванесса быстро привлекает находящегося в депрессивном состоянии подростка Криса и полностью овладевает его вниманием, отдаляя от семьи и друзей. Его недавно разведённая с мужем-алкоголиком мать, Мэдди, встревожена этими неожиданными и всепоглощающим отношениями. Вскоре она узнаёт секрет Ванессы и пытается уговорить сына бросить девушку. Разгневанная Ванесса настраивает всю школу против Криса, а вскоре предпринимает решительные действия, похищая Криса и вступая в ожесточённую борьбу с Мэдди.

## В ролях
- Джессика Лаундс — Ванесса Редман
- Грант Гастин — Крис Стюарт
- Аннабет Гиш — Мэдди Стюарт
- Джей Бразо — Дональд Мохан
- Эрик Брекер — Детектив Харкофт
- Арен Бухольтц — Джейк
- Эрика Кэрролл — Линн
- Сэмюэль Патрик Чу — Кэм
- Дороти Дальба — Джессика
- Бёркли Даффилд — Мэтт
- Энди Холмс — Молодой полицейский
- Кристина Джастрзембска — Директор Овербатт
- Рафаэль Кепински — Офицер Брукс
- Колин Лоуренс — Тренер Броуди
- Себастьян Спенс — Стив

## Производство
Фильм основан на реальных событиях, которые произошли со сценаристкой Шелли Гиллен и её младшим сыном, правда они не были столь экстремальными. Съёмки фильма проходили Келоуне и Западной Келоуне в Британской Колумбии в Канаде. Над специальными эффектами картины работала компания «Flicker Theory».

## Критика
Ларисса Рземински с сайта «TV/Film News With Alex Tucker» написала, что фильм получился «невероятно жутким и запутанным», «наполненным действием, чего не ожидаешь от телевизионного фильма с подобным сюжетом». Джим Хальтерман с сайта «After Elton» в интервью с Грантом Гастином отметил, что Джессика Лаундс в фильме «выглядит довольно жутко в роли психопатки». Ресурс «Crashable» отметил, что «обычно канал „Lifetime“, ориентированный на женскую аудиторию, снимает фильмы с женщинами-жертвами, но в этот раз их героиня стала злодейкой, преследующей героя Гастина». Хотя в итоге, выясняется, что у героини было тяжёлое детство, так что она в любом случае является жертвой. Кроме того, обозреватель отмечает, что «у канала есть тенденция создавать мужских персонажей плоскими и шаблонными, а женских показывать неоднозначно, в развитии — независимо от того, положительные ли они персонажи или отрицательные. То же самое произошло и с этим фильмом».

## Продолжение
В 2018 году телеканал выпустил продолжение фильма — «Кошмар отца».